# Velutina
Velutina is een geslacht van weekdieren uit de klasse van de Gastropoda (slakken).

## Soorten
- Velutina bartschi Derjugin, 1950
- Velutina coriacea (Pallas, 1788)
- Velutina cryptospira Middendorff, 1848
- Velutina plicatilis (O. F. Müller, 1776)
- Velutina pulchella Derjugin, 1950
- Velutina rubra Willett, 1919
- Velutina schneideri Friele, 1886
- Velutina tarasovi Derjugin, 1950
- Velutina velutina (O. F. Müller, 1776) = Gewone fluweelhoren